# Gruppo Rondoi-Baranci
Il Gruppo Rondoi-Baranci (in tedesco Haunold-Gruppe) è un massiccio montuoso dolomitico appartenente alle Dolomiti di Sesto, in provincia di Bolzano (Trentino-Alto Adige).

## Geografia

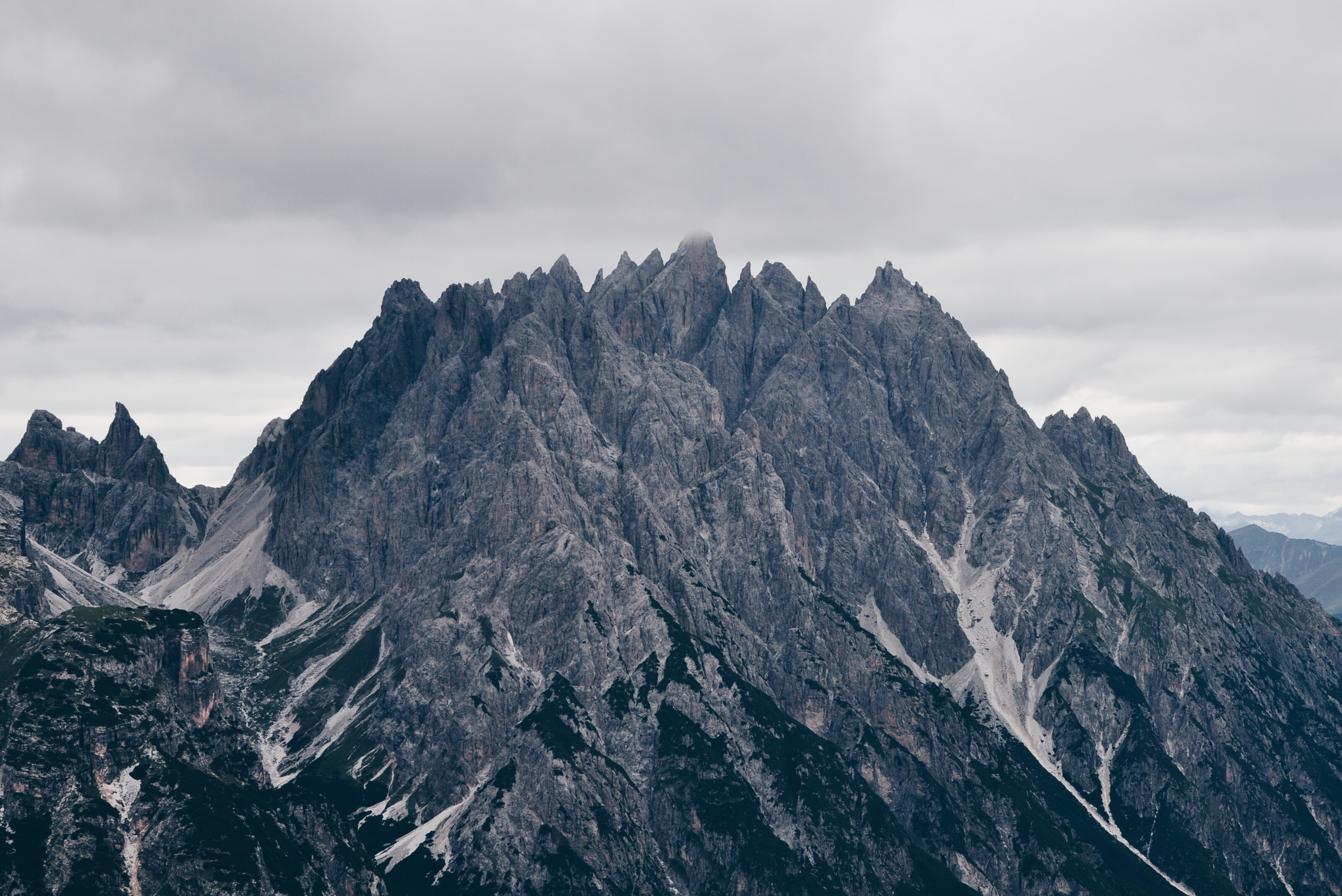
Rocca dei Baranci

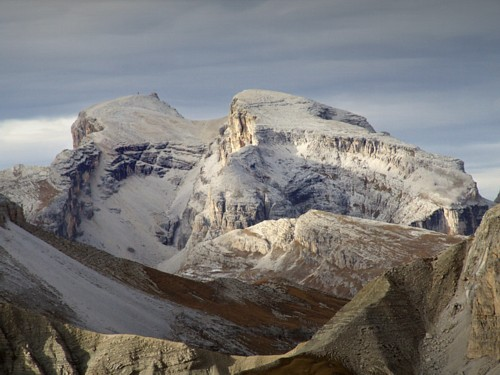
Croda dei Baranci

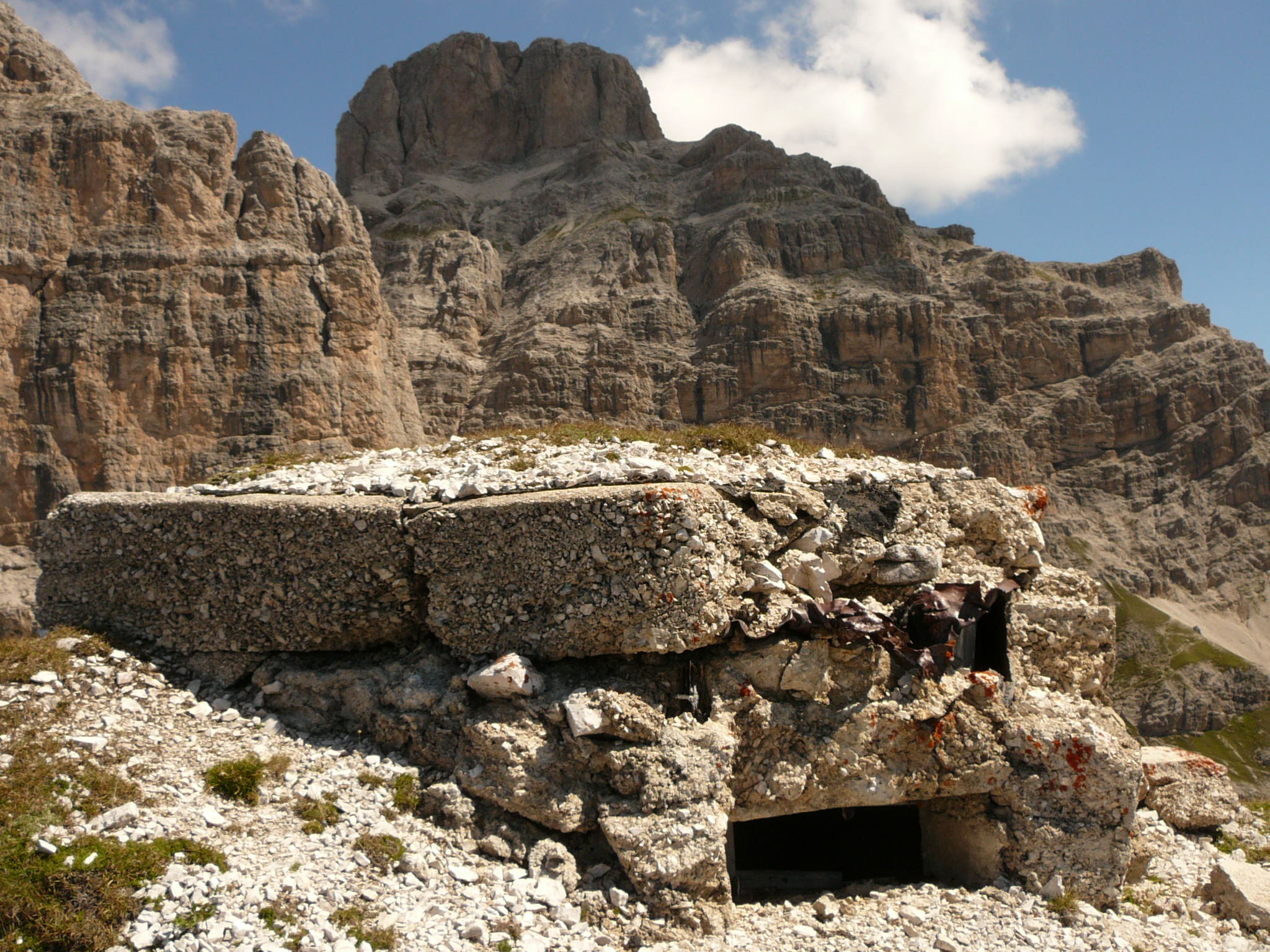
Monte Rudo

Il gruppo si trova tra la Sella di Dobbiaco (a nord) ed il Passo Grande dei Rondoi (a sud).
Ruotando in senso orario i limiti geografici sono: Sella di Dobbiaco, Val Pusteria, Valle di Sesto, Valle Campo di Dentro, Passo Grande dei Rondoi, Valle della Rienza, Val di Landro, Val Pusteria, Sella di Dobbiaco.

## Classificazione
La SOIUSA vede il Gruppo Rondoi-Baranci come un gruppo alpino e vi attribuisce la seguente classificazione:
- Grande parte = Alpi Orientali
- Grande settore = Alpi Sud-orientali
- Sezione = Dolomiti
- Sottosezione = Dolomiti di Sesto, di Braies e d'Ampezzo
- Supergruppo = Dolomiti di Sesto
- Gruppo = Gruppo Rondoi-Baranci
- Codice = II/C-31.I-A.1

## Suddivisione
La SOIUSA suddivide il gruppo in tre sottogruppi:
- Ramo della Rocca dei Baranci (a)
- Nodo della Croda dei Baranci (b)
- Nodo della Croda dei Rondoi (c)

## Vette
Le montagne principali del gruppo sono:
- Rocca dei Baranci (Haunold) - 2.966 m
- Croda dei Baranci (Birkenkofel) - 2.922 m
- Croda dei Rondoi (Schwalbenkofel) - 2.873 m
- Monte Rudo (Rautkofel) - 2.826 m
- Cima Nove (Toblacher Neunerkofel) - 2.581 m
- Piccola Rocca dei Baranci (Haunoldköpfl) - 2160 m